# Louis Fierens
Louis Fierens, född 14 oktober 1875, död 1967, var en belgisk bågskytt. 
Fierens deltog vid olympiska sommarspelen 1920, där han tog två guld och ett silver.